# Lobzang Danjin
Lobzang Danjin (overleden 1731) was een van de prinsen van Khoshut-Mongolen in hun woongebied Kokonor. Lobzang Danjin was een van de vele kleinzonen van Güshri Khan (1582-1655).
Er waren binnen de Khoshut in Kokonor onderling rivaliserende facties. Er waren groepen Khoshut geweest, die de Chinese interventie in Tibet in 1720 hadden ondersteund. Die interventie was het begin van het Chinese protectoraat over Tibet. Er waren ook facties daartegen geweest. Die laatste facties werden aangevoerd door Lobzang Danjin.
Begin 1723 viel Lobzang Danjin het gebied van andere Khoshut-prinsen in Kokonor aan. Die vluchtten naar het oosten en wilden zich onder bescherming van de Qing-dynastie stellen. Lobzang Danjin riep zich daarop in september 1723 uit tot Dalai Hongtaji en riep alle overgebleven Mongoolse prinsen in Kokonor op om zich onder zijn banier te verenigen.  Daarvoor vroeg hij ondersteuning van de Dzjoengaren onder Tsewang Rabtan.
Controle en stabiliteit in de regio Kokonor werd door de Chinese regering als essentieel gezien. Alleen voldoende controle over die regio zou kunnen voorkomen, dat er geen verdere Mongoolse interventies in Tibet zouden plaatsvinden. De opvolger van Kangxi, de keizer Yongzheng (1678-1735) had tot 1724 nodig om de opstand neer te slaan.
Lobzang Danjin vluchtte naar het kanaat Dzjoengarije. Verzoeken om zijn uitlevering werden door Tswang Rabtan en zijn opvolger Galdan Tseren (overleden 1745) geweigerd. De weigering om Labzang Danjin uit te leveren werd dan ook een breekpunt in de betrekkingen met de Dzjoengaren. Het duurde tot na de dood van Labzang Danjin in 1731 totdat eindelijk in 1739 een vorm van een wapenstilstand tussen de Qing-dynastie en de Dzjoengaren gesloten kon worden.